# ۴-پیریدون
۴-پیریدون(به انگلیسی: 4-Pyridone) یک ترکیب آلی با فرمول شیمیایی C
5H
4NH(O) است . این ماده به صورت یک جامد بی رنگ است.  

## آماده سازی
۴-پیریدون و مشتقات آن از ۴-پیرون و آمین‌ها در حلال پروتونی تهیه می شوند .   

فلوریدون یک علف کش محلول در آب است که شامل زیر واحد ۴ پیریدون است.